# Andrea Lindholz
Andrea Lindholz, née le 5 septembre 1970 à Bonn en Allemagne, est une femme politique allemande, membre de l'Union chrétienne-sociale en Bavière (CSU).
Elle est élue en 2013 députée au Bundestag pour la circonscription d'Aschaffenbourg. Elle est réélue en 2017, 2021, 2025. En 2025, elle devient l'une des vices-présidents du Bundestag.